# Готанда

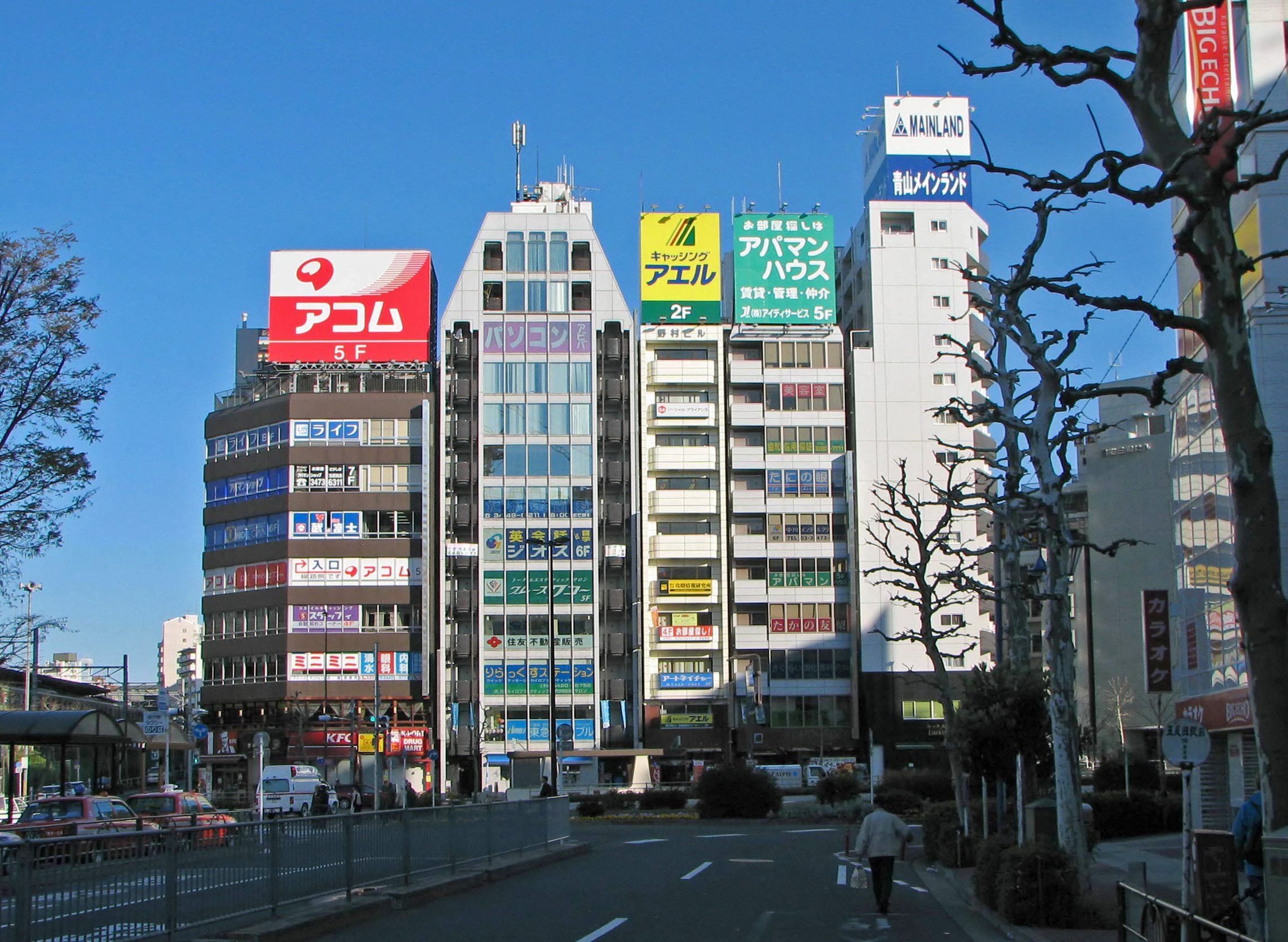
Готанда

Готанда (яп. 五反田) — квартал Токио в специальном районе Синагава. Название «Готанда» можно дословно перевести как «рисовое поле размером в полгектара». Район расположен на берегах реки Мегуро между станциями Мегуро и Осаки кольцевой линии электропоездов Яманотэ. В центре района Готанда расположена одноимённая станция линии метро Асакуса, с которой можно пересесть на линию Икэгами в дополнение к линии Яманотэ.
Линия Яманотэ в Готанде делает петлю, разделяя квартал на два района — Восточная Готанда, внутри линии Яманотэ, и Западная Готанда — вне линии Яманотэ. Западная Готанда (Ниси-Готанда) в основном застроена жилыми домами и тихими зелёными улицами в отдалении от железнодорожных линий. В Восточной Готанде (Хигаси-Готанда) расположены Университет Сэйсен , токийский медицинский центр NTT, несколько храмов и многочисленные офисные здания. В Хигаси-Готанда также имеется значительное количество отелей, в том числе знаменитый капсульный отель. В Хигаси-Готанда располагались некоторые подразделения компании Sony, но большинство из них переехало в другие районы.
Через обе части Готанда проходит одна из самых оживлённых улиц Токио — Сакурада Дори, которая соединяет деловые районы вокруг императорского дворца с районами, прилегающими к Синагава, Ота и ведёт далее к городу Иокогама.

## Достопримечательности

### Отели
- Toko Hotel
- Hotel Sunroute Gotanda
- Keio Presso Inn Gotanda
- Arietta Gotanda
- Ryokan Sansuiso
- Central Inn Gotanda (капсульный отель)
- Tokyu Stay Gotanda

### Дипломатические миссии
- Посольство Республики Беларусь
- Посольство Республики Индонезия
- Генеральное консульство Федеративной Республики Бразилия в Токио
- Генеральное консульство Республики Перу в Токио
- Генеральное консульство Антигуа и Барбуда в Токио
- Посольство Республики Замбии

### Образовательные учреждения
- Университет Сэйсен
- Tokyo Health Care University

### Медицинские учреждения
- Токийский медицинский центр NTT

### Штаб-квартиры компаний
- Allied Telesis
- Alpine Electronics
- Comsys
- Gakken
- Imagica
- Renown